# Petraliella concinna
Petraliella concinna är en mossdjursart som först beskrevs av Walter Douglas Hincks 1891.  Petraliella concinna ingår i släktet Petraliella och familjen Petraliellidae. Inga underarter finns listade i Catalogue of Life.